# 宗像直美
宗像 直美（むなかた なおみ、1955年5月31日 - 2020年3月26日）は、日本出身のブラジルの指揮者。彼女はサンパウロ州立交響楽団合唱部（現オセップ合唱団）の設立当初から指揮に携わっている。その後はサンパウロ市立合唱団首席指揮者を務めていた。2020年3月26日に新型コロナウイルス感染症(COVID-19)が原因で死去した。
『ケンブリッジ版 合唱音楽必携』(The Cambridge Companion to Choral Music)によると、「合唱音楽を力づけることに貢献した」(have contributed to the strengthening and stimulation of choral music)南米の合唱指揮者の1人であるという。

## 略歴
広島県出身。父・宗像基(1924〜)は元日本海軍少尉、特殊潜航艇蛟龍艦長。戦後は日本キリスト教神学専門学校に入学し、牧師になった人物である。1957年、ブラジルに宣教師として赴任した父に連れられて移住。4歳の頃からピアノを習い始め、次いで父の影響で7歳の頃から合唱を始めた。ヴァイオリンとハープも学び、サンパウロ市立音楽学校音楽学部（1978年卒業）では作曲と指揮を専攻した。
彼女はエレアザール・デ・カルヴァーリョ、ヒュー・ロス、セルジョ・マグナーニ、ジョン・ネシュリング、ハンス・ヨアヒム・ケルロイターに師事している。その後、ヴィテイ財団(Vitae Foundation)から奨学金を得て、スウェーデンでエリック・エリクソンに師事した。また、1986年に日本政府から奨学金を得て、東京音楽大学に留学している。サンパウロ芸術評論家協会からは「ベスト合唱指揮者」賞を受賞した。
その後、サンパウロ音楽院の校長、州立交響楽団合唱部指揮者および芸術監督を務めた。特に州立交響楽団合唱部は1995年の設立当初から、2001年のオセップ合唱団改名などを経て、2013年まで指揮者として活動した。2014年、州立交響楽団合唱部の名誉指揮者となる。同年よりサンパウロ市立合唱団（コーラル・パウリスタリノ・マリオ・デ・アンドラーデ）首席指揮者を務める傍ら、カルチュラFMのラジオ番組も持っていた。
2003年、日本人移住95周年を記念し、中田喜直作曲女声合唱組曲「蝶」を披露したほか、2016年にサンパウロ市立合唱団の「モザイコ・インテルナショナル」演奏会シリーズに「日本とブラジルの友情」をテーマとして取り上げ、日本の歌唱曲を紹介するなど日本文化紹介に貢献している。また、2011年の東日本大震災の際には、震災支援コンサートを開催した。その功績により、2017年に日本国在外公館表彰を受けている。
2020年3月16日に体調不良を訴えてサンパウロ市のオズワルド・クルス病院に入院。19日に新型コロナウイルス陽性と申告された。コロナ発症後はそのまま回復することなく、26日正午ごろ死去した。64歳没。